# Вестра-Гёталанд
Ве́стра-Гёталанд (Вестра-Ёталанд; швед. Västra Götalands län) — лен, расположенный на западном побережье Швеции вдоль пролива Скагеррак, в исторических провинциях Вестергётланд, Бохуслен и Дальсланд. Граничит с ленами Вермланд, Йёнчёпинг, Эребру, Эстергётланд и Халланд. Был образован в январе 1998 года путём объединения ленов Эльвсборг, Гётеборг-Бохус и большей части лена Скараборг. Административный центр — город Гётеборг.

## Население
Вестра-Гёталанд является вторым в Швеции леном по численности населения. Оно, однако, распределено неравномерно. Примерно половина жителей проживает в районе Гётеборга. В 1996 году 83 % населения проживало в 311 населённых пунктах лена, из которых наиболее крупными являются Гётеборг, Мёльндаль, Бурос, Тролльхеттан, Шёвде, Уддевалла, Лидчёпинг, Алингсос и Венерсборг.

## Административное деление
Лен разделён на 49 коммун.
| №  | Коммуна    | №  | Коммуна     | №  | Коммуна      | №  | Коммуна |
| -- | ---------- | -- | ----------- | -- | ------------ | -- | ------- |
| 1  | Але        | 16 | Лерум       | 31 | Сутенес      | 46 | Чёрн    |
| 2  | Алингсос   | 17 | Лилла-Эдет  | 32 | Танум        | 47 | Эккерё  |
| 3  | Бенгтсфорс | 18 | Лидчёпинг   | 33 | Тьоребуда    | 48 | Эссунга |
| 4  | Боллебюгд  | 19 | Люсечиль    | 34 | Тибру        | 49 | Ю       |
| 5  | Бурос      | 20 | Мариестад   | 35 | Тидахольм    |    |         |
| 6  | Вара       | 21 | Марк        | 36 | Транему      |    |         |
| 7  | Венерсборг | 22 | Меллеруд    | 37 | Тролльхеттан |    |         |
| 8  | Воргорда   | 23 | Мёльндаль   | 38 | Уддевалла    |    |         |
| 9  | Гётеборг   | 24 | Мункедаль   | 39 | Ульрисехамн  |    |         |
| 10 | Гресторп   | 25 | Омоль       | 40 | Уруст        |    |         |
| 11 | Гулльспонг | 26 | Партилле    | 41 | Фальчёпинг   |    |         |
| 12 | Дальс-Эд   | 27 | Свенъюнга   | 42 | Ферьеланда   |    |         |
| 13 | Йётене     | 28 | Скара       | 43 | Херръюнга    |    |         |
| 14 | Карлсборг  | 29 | Стенунгсунд | 44 | Херрюда      |    |         |
| 15 | Кунгэльв   | 30 | Стрёмстад   | 45 | Шёвде        |    |         |

## Экономика
Вестра-Гёталандский лен является крупным экономическим центром. Наибольшее количество рабочих мест сконцентрировано в районе Гётеборга, в меньшей степени в районе Тролльхеттана-Венерсборга, Буроса, и Шёвде. Сельское хозяйство играет большую роль прежде всего в областях между Венерном и Веттерном. Пахотные земли занимают около 21 % территории лена и составляют 18 % от всех пахотных земель страны. Значительную роль в экономике лена играет животноводство. Вестра-Гёталанд занимает первое место в Швеции по поголовью крупного рогатого скота и овец, и второе по численности свиней.
В лене развито лесное хозяйство и рыболовство. Последнее даёт примерно половину от всего улова рыбы в стране. Вестра-Гёталанд имеет развитую промышленность (автомобилестроение, машиностроение, нефтепереработка, химия и т. д.). Почти каждое пятое рабочее место в промышленности приходится на этот лен.

## Достопримечательности
- Озеро Викен — высшая точка канала Гёта.
- Озеро Осунден.